# Vitis enneaphylla
Vitis enneaphylla là một loài thực vật hai lá mầm trong họ Nho. Loài này được (Vell.) Eichler miêu tả khoa học đầu tiên năm 1871.